# Asiacentistes sinicus
Asiacentistes sinicus är en stekelart som beskrevs av Chen och Sergey A. Belokobylskij 2001. Asiacentistes sinicus ingår i släktet Asiacentistes och familjen bracksteklar. Inga underarter finns listade.